# فكتور (تعويذة)

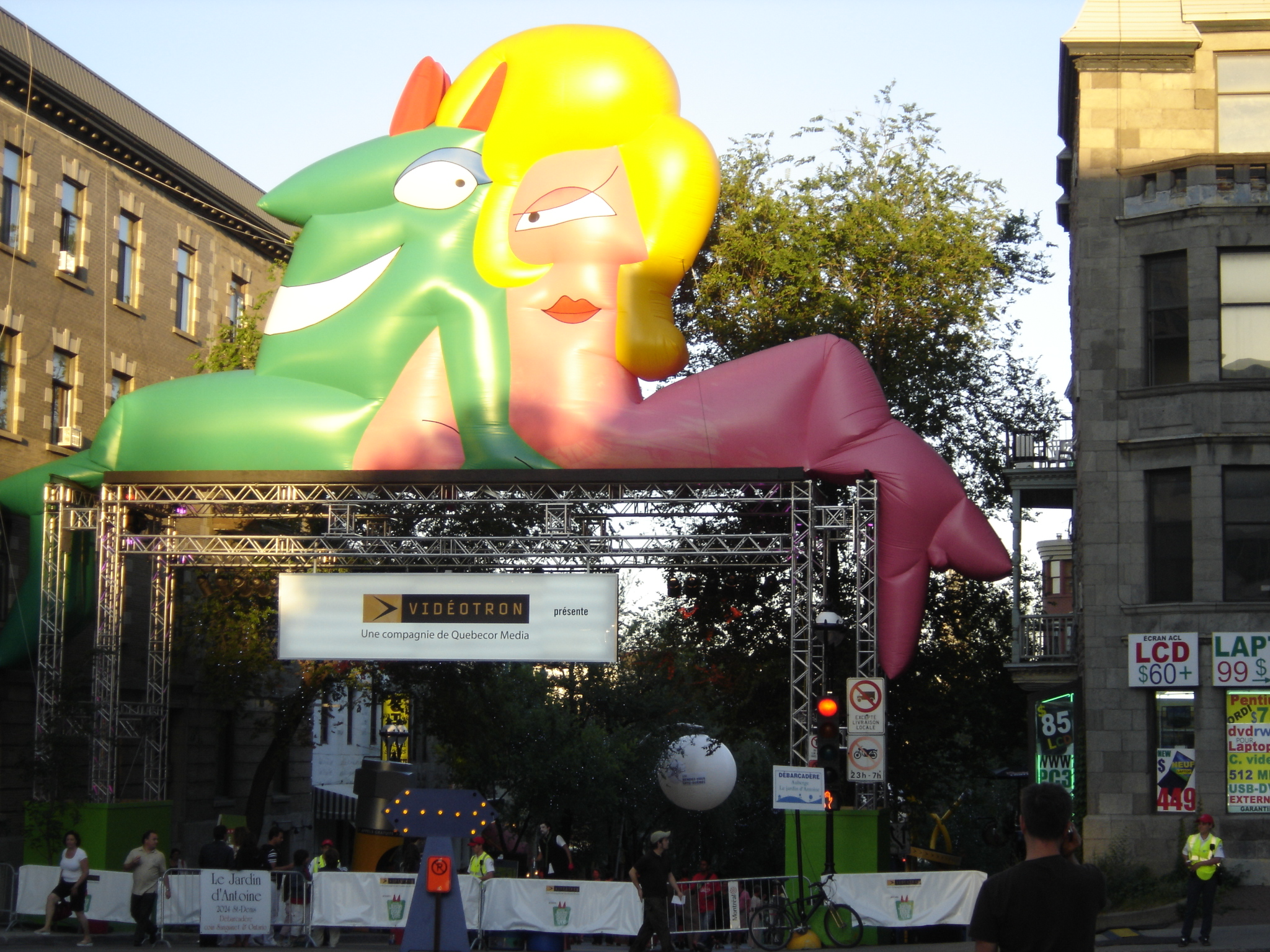
دمية تمثل فكتور مع زوجته في مهرجان جست فور لوفس

فكتور هو تعويذة جالب حظ وهو يعتبر شعار برنامج الكاميرا الخفية الكوميدي جست فور لوفس: غاغس ولمهرجان جست فور لوفس، تم تصميمه من قبل المصمم الإيطالي الكندي فيتوريو فيروتشي وشخصيته مستوحاة من وحش يمثل مدينة مونتريال الكندية.